# 貴山幸次郎
貴山 幸次郎（きやま こうじろう、1865年4月27日（慶応元年4月3日） - 1940年（昭和15年）6月9日）は日本基督教会の牧師である。
1865年（慶応元年）伊予国吉田（現・愛媛県宇和島市）に生まれ、幼少期は吉田郷校（藩校文武館の後身）で学び、卒業後に同校の教師になる。1881年（明治14年）に宇和島に来た桜井昭悳の演説を聴いてキリスト教を知った。1885年（明治18年）に横井時雄の伝道説教を聞いてキリスト教信仰を持つ。
1885年に東京に移り津田仙の学農社で学び『農業雑誌』の編集を行う。植村正久の『真理一斑』を読んで信仰を強くし、1885年新栄教会で石原保太郎から洗礼を受ける。その後、献身し東京一致英和学校、東京一致神学校で学ぶ。1890年（明治23年）に明治学院神学部を卒業すると、石原保太郎の後任として新栄教会の牧師に就任する。
1897年（明治30年）9月より日本基督教会の巡回教師になり、各地を巡回する。1901年（明治34年）10月に日本基督教会伝道局の専任幹事になり、1920年（大正9年）まで日本本土、台湾、朝鮮、満州などにも巡回伝道を行う。
1919年（大正8年）にはアメリカ合衆国西海岸の日本人教会を訪問する。1920年からは満州奉天の奉天教会の牧師になる。また、撫順の教会も兼務する。1937年（昭和12年）に牧師を退職し、1940年（昭和15年）死去する。